# Ruisseau des Aygalades
Pour les articles homonymes, voir Caravelle.
Le ruisseau des Aygalades ou ruisseau de la Caravelle est un fleuve côtier français qui coule dans le département des Bouches-du-Rhône, en région Provence-Alpes-Côte d'Azur, et se jette dans la mer Méditerranée à Marseille.

## Nom
À peu près à mi-parcours, le ruisseau longe le village des Aygalades, dont le nom, dérivé du provençal aigo, eau, évoque l'abondance des eaux, situation rare dans la cuvette marseillaise. Le ruisseau a hérité de ce nom. Il est aussi nommé « Caravelle ».
Bien qu'il s'agisse d'un fleuve, puisqu'il se jette dans la mer, ce cours d'eau est dénommé « ruisseau ». Le fait est que son débit reste faible, et son lit étroit de bout en bout.

## Cours
Le ruisseau prend sa source sur le flanc nord-ouest du massif de l'Étoile, dans un vallon orienté à l'ouest. Il se dirige rapidement vers le sud, et s'enfonce dans un vallon qui traverse sur toute sa longueur la ville de Septèmes-les-Vallons, puis le quartier marseillais de Saint-Antoine jusqu'aux Aygalades, où il franchit un défilé dans lequel il cascade entre deux falaises. Il poursuit en plaine à travers les quartiers industriels du nord de Marseille, et oblique finalement vers l'ouest pour se jeter dans la mer au nord de la Joliette, après un parcours d'un peu plus de 17 kilomètres. Son embouchure a été récemment redessinée dans le cadre de la rénovation de la zone d'aménagement Euroméditerranée.

## Affluents
Le SANDRE ne répertorie aucun affluent du ruisseau des Aygalades. Pourtant le ruisseau traverse la commune de Septèmes-les-Vallons où, comme son nom l'indique, plusieurs vallons convergent vers lui (vallon de Fréguyères, vallon du Maire, vallon de la Rougière), puis les quartiers nord de Marseille, où convergent encore vers lui le vallon des Cadeneaux et le vallon des Pins (ou de la Femme morte). Mais ces vallons sont presque toujours à sec, sauf en cas de fortes pluies, et n'apportent quasiment aucun débit au ruisseau principal. Seul le vallon du Maire apporte un petit flux permanent... issu d'une usine chimique.

## Un cours d'eau en mauvaise santé

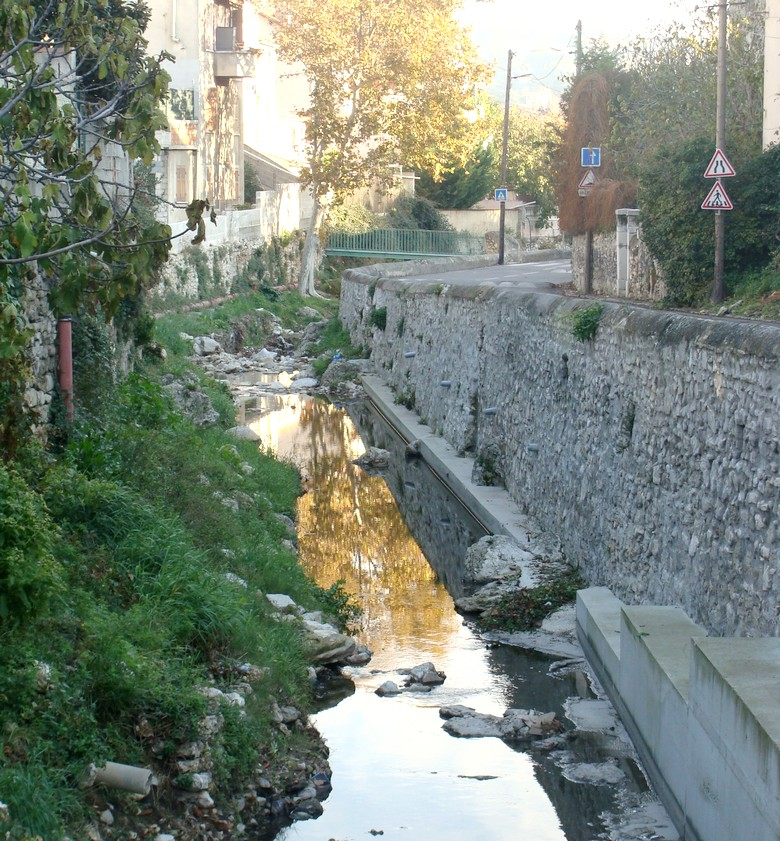
Le ruisseau en bordure du chemin de Saint-Antoine à Saint-Joseph.

Dès sa source, le ruisseau des Aygalades est impliqué dans le fonctionnement de la carrière de la société Lafarge qui gère le vallon. Le débit sortant en particulier est soumis aux aléas de ce fonctionnement.
Pour la suite, la traversée presque constante de zones habitées apporte au cours d'eau de nombreux effluents polluants, à la fois domestiques et industriels. 
Si la plupart des anciennes usines qui le bordaient ont fermé, tant à Septèmes que dans les quartiers nord de Marseille, des résidus solides stockés sur leurs emplacements sont constamment lessivés par les pluies, et arrivent dans le cours d'eau, à Septèmes, aux Aygalades, à la Delorme. De plus à Septèmes une importante usine de produits pharmaceutiques déverse ses résidus directement dans un affluent du ruisseau. Enfin le ruisseau est canalisé sur plus de la moitié de son parcours (dont une grande partie en galerie), ce qui empêche une régénération naturelle de la qualité de l'eau. Les rares cascades-seuils, notamment les deux cascades des Aygalades, ne bénéficient pas d'un débit suffisant et surtout assez régulier pour réoxygéner l'eau. La vie aquatique est de ce fait à peu près totalement absente, et la vie sur berges très restreinte.

## La cascade des Aygalades
La cascade était au XIXe siècle un rendez-vous de la bourgeoisie marseillaise qui venait se rafraîchir à l’écart du centre-ville. Elle était sur la propriété du Château Falque, qui fut démoli dans les années 1940 lors de la construction de l’autoroute A7. Laissé à l'abandon, ce site exceptionnel a été redécouvert par le collectif des Arts de la rue lorsqu'il s'est installé sur la friche qui le domine. 
Depuis 2009, l'Association pour la Cité des Arts de la Rue (ApCAR) organise des accès au ruisseau et à la cascade, lors des « dimanches aux Aygalades », accompagnés depuis 2018 de conférences « Voix d'eau » organisées par le Bureau des guides du GR 2013 au bord de la cascade,. Une dynamique collective s'est créée autour de cet espace patrimonial, aussi bien avec les populations, les acteurs sociaux, opérateurs culturels qu’avec les associations et entreprises locales. Le collectif les Gammares (du nom d’une crevette d’eau douce bio-indicatrice de l’état écologique des cours d'eau) regroupe autour de l'ApCAR, du Bureau des guides et de la coopérative Hôtel Du Nord les associations de riverains du ruisseau depuis Septèmes jusqu'à Arenc, avec le soutien des CIQ voisins. La démarche de revitalisation du ruisseau initiée à partir du jardin de la cascade s’étend ainsi à l’échelle du cours d’eau.
En 2016 l'ApCAR a lancé un chantier d’insertion professionnelle pour la restauration écologique et la valorisation du site en vue de son ouverture pérenne au public.

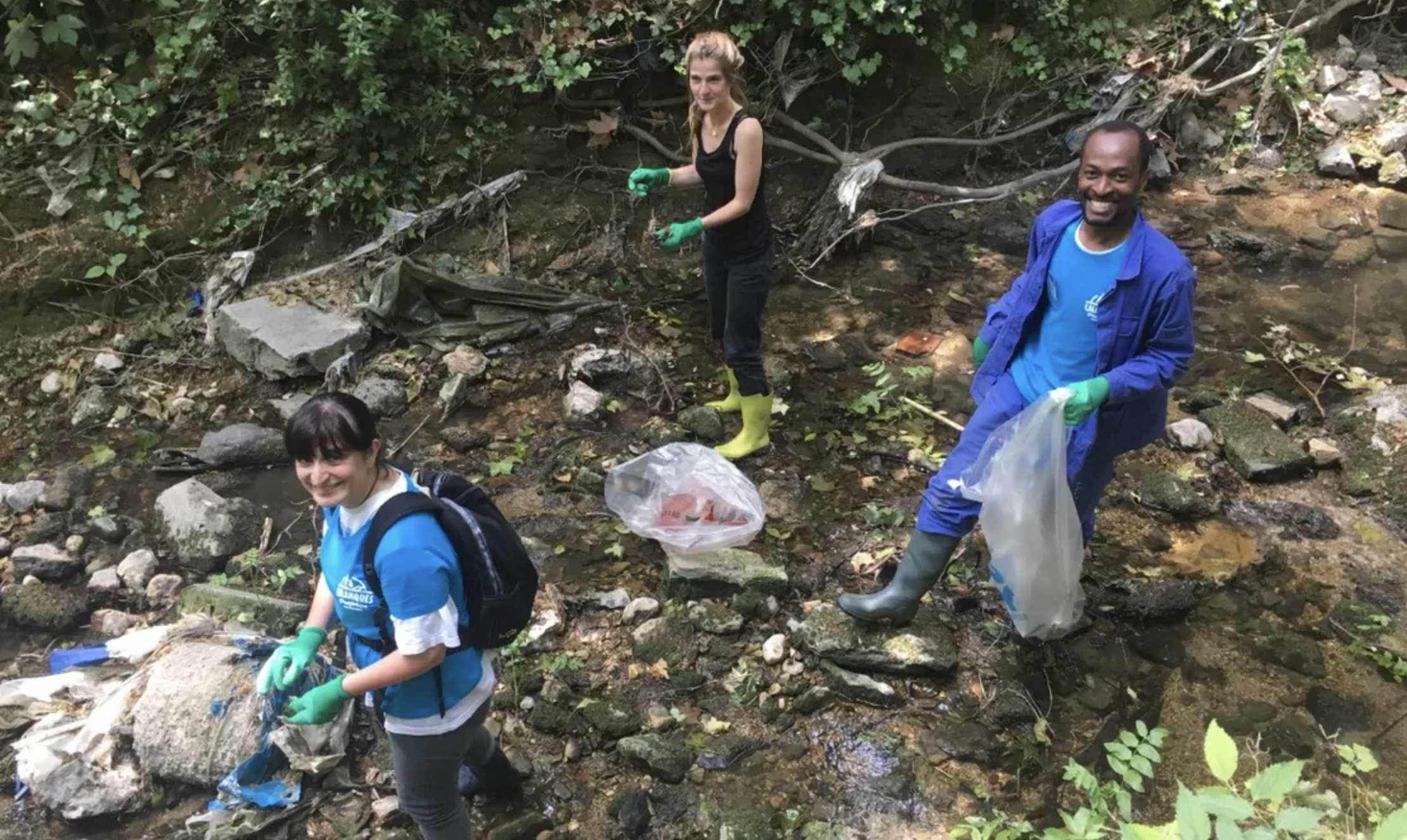
L’opération "Calanques propres" organisée sur l’ensemble du littoral marseillais. Site près de la Cité des arts de la rue.

En mai 2019, une opération de collecte avec plus de 90 bénévoles est organisée dans le cadre de l’opération « Calanques propres » par l’association MerTerre et permet de récolter plus d'une tonne de déchets.

## Vers une renaissance?
Des associations de riverains, de Septèmes aux Aygalades et à Arenc, s'activent pour faire pression sur les autorités, en même temps elles organisent elles-mêmes des actions de nettoyage, de réhabilitation des berges et d'accès au cours d'eau. La prochaine ouverture d'un parc urbain impose d'ailleurs aux autorités de proposer au public un cours d'eau propre et sain. 
Dans le cadre du Contrat de Baie, signé en 2015 sous l'égide de l'Agence de l’eau Rhône-Méditerranée-Corse et porté conjointement par la Ville de Marseille et la Métropole Aix-Marseille-Provence, une étude de terrain a été confiée en 2017 à un laboratoire de recherche universitaire, l'Institut Méditerranéen de Biologie et Écologie marine et continentale (IMBE) pour faire un bilan complet de la situation et proposer les mesures à prendre pour redonner vie à ce cours d'eau jusqu'ici « orphelin ». Une exploration, étude et caractérisation du ruisseau des Aygalades, a été menée par l’IMBE avec Natural Solutions, MerTerre, le Bureau des guides du GR2013, Euroméditerranée, et l’Agence d'urbanisme de l'agglomération Marseillaise (AGAM)[réf. nécessaire]. 
Revitaliser un fonctionnement hydrologique aussi naturel que possible, en restituant du débit au chenal principal, en restaurant les continuités écologiques et en annihilant les polluants chimiques semble un objectif réalisable à moyen terme. Rendre les rives plus attractives en termes de loisirs peut aussi entraîner un retour positif et une volonté des riverains de protéger leur patrimoine. La reconquête du « potentiel écologique » du ruisseau des Aygalades, dompté par un étalement urbain, maltraité par un développement industriel passé et présent, doit permettre de répondre aux exigences de développement durable et de transition écologique.

## Le futur parc des Aygalades
Un parc urbain, le Parc des Aygalades, doit être aménagé sur tout ou partie des 25 ha d'emprise de la gare de fret de Marseille-Canet dont la vente par la SNCF à l’établissement public d’aménagement Euroméditerranée devrait intervenir à la fin de l’année 2024. Ce parc est pensé comme un des maillon d'une future coulée verte reliant le Parc Bougainville au Parc Billoux, le long du ruisseau enfoui sous la gare qui serait alors remis à l’air libre et réhabilité. À l'est en bordure du parc est prévu un programme immobilier que le parc doit protéger des inondations et valoriser. Quatre ans de travaux à partir de 2027 devraient être nécessaires aménager le parc.